# Jean-Baptiste Jourdan
Jean-Baptiste Jourdan   (Llemotges, 29 d'abril de 1762 - París, 23 de novembre de 1833) va ser un militar francès. Va participar en la Guerra d'Independència dels Estats Units i les Guerres Napoleòniques. Va oposar-se al Cop d'estat del 18 de brumari però va ser designat Mariscal de l'Imperi i cap d'estat major de Josep I Bonaparte. Va ser derrotat pel Duc de Wellington a la Batalla de Talavera i va caure en desgràcia però posteriorment rehabilitat, sent de nou derrotat en la batalla de Vitòria i nomenat comte per Lluís XVIII de França (1816) i Ministre d'afers exteriors (1830).